# 迈克·彭斯
迈克尔·理查德·“迈克”·彭斯（英語：Michael Richard "Mike" Pence，1959年6月7日—），美國共和黨籍政治人物、律師，曾於2017年至2021年擔任美國第48任副總統、2013年至2017年擔任第50任印第安纳州州长、2001年至2013年擔任眾議員。其兄長格雷格·彭斯亦曾在2019年至2025年擔任眾議員。
2016年7月，彭斯成為共和黨總統候選人唐納·川普的競選夥伴，同年11月8日贏得總統選舉，2017年1月20日就任美國副總統，直到2021年1月20日任滿卸任。

## 生平

### 年轻时期
1959年6月7日，彭斯出生于印第安纳州哥伦布市哥倫布地區醫院，他是愛德華·彭斯與妻子的六位孩子中的二子。他的家人是愛爾蘭裔美國人，是虔誠的天主教徒和民主黨支持者。

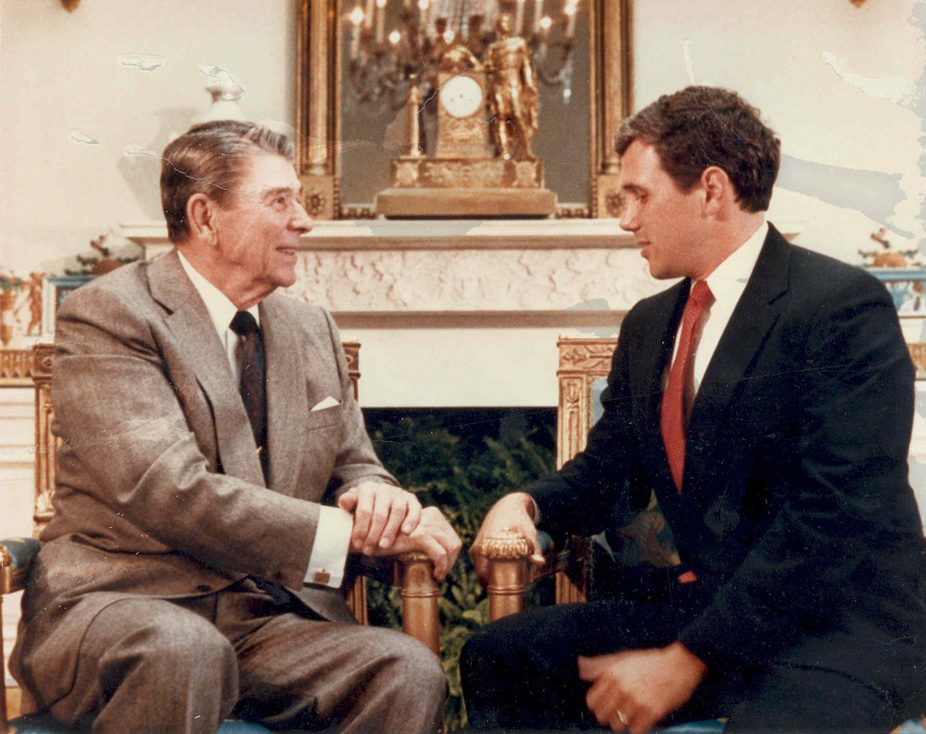
1988年，年轻的彭斯和总统罗纳德·里根在白宫会面。

1981年他从汉诺威学院毕业，之后从印第安納-普渡大學印第安纳波利斯校區的麥肯尼法學院获得法学博士学位，之後進入私人執業律師。1983年退出民主黨，在1988年和1990年兩次競選眾議員失利，他在1994年至1999年成為保守的廣播和電視脫口秀主持人。
彭斯在2000年當選眾議員，代表印第安納州的第二國會區和印第安納州的第六國會區，從2001年至2013年在眾議院任職，2009年至2011年擔任众议院共和党会议主席。彭斯將自己描述為“有原則的保守派”和茶黨運動的支持者，並指出自己是“按順序的基督徒、保守派和共和黨人”。

### 2001年－2013年：众议員
2000年他竞选众议员获胜，从2001年到2013年代表印第安纳州第二和第六选区。他从2009年至2011年担任众议院共和党会议主席。

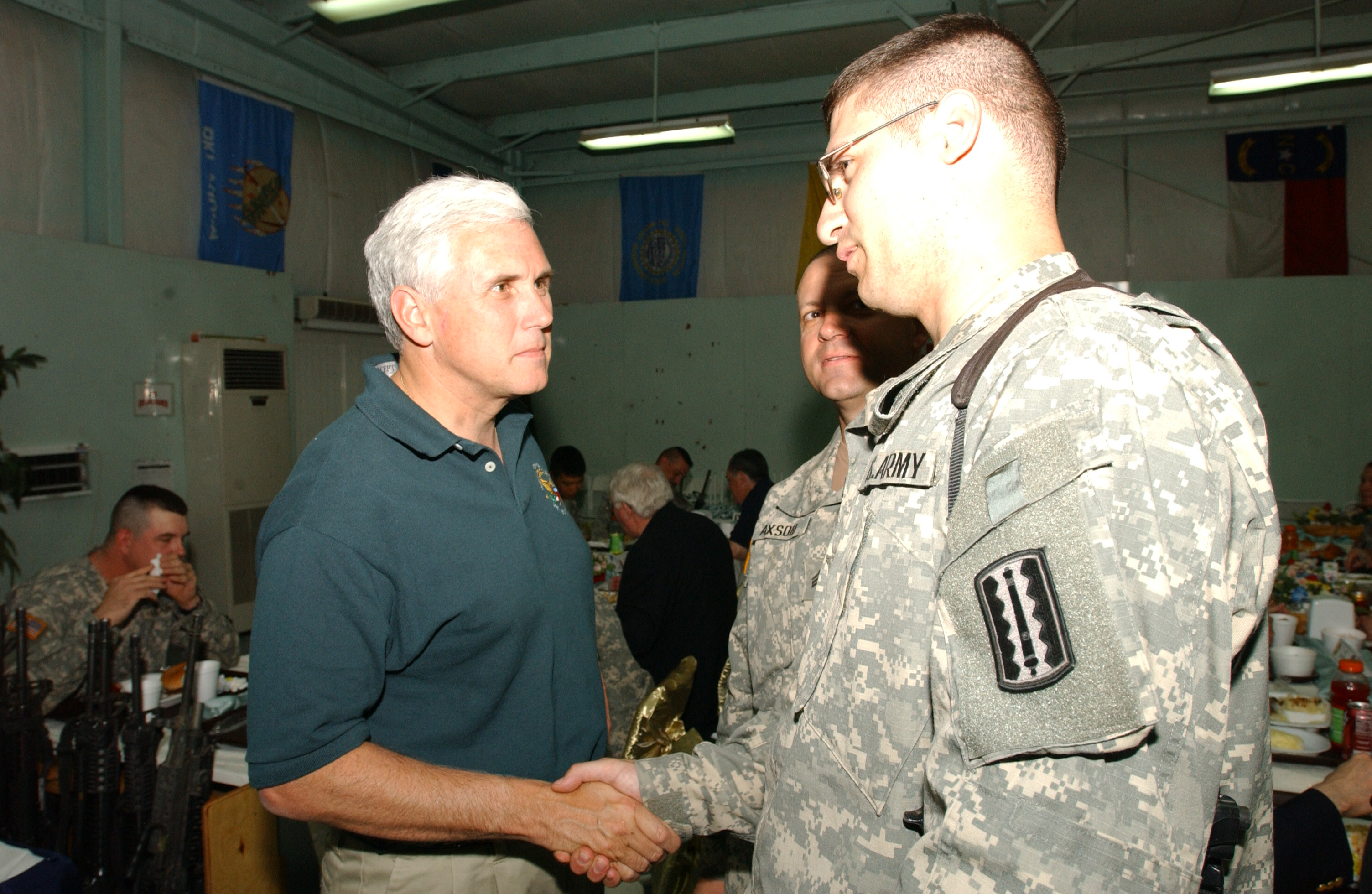
2006年，彭斯在伊拉克摩苏尔会见美军士兵。

### 2013年－2017年：印第安纳州州长
當任期有限的米奇·丹尼尔斯退休時，彭斯在2012年印第安納州州長選舉取得共和黨的提名。在五十年來最接近的州長選舉中，他擊敗了民主黨籍前議長約翰·格雷格（John R. Gregg）。
在2013年1月成為州長後，彭斯發起了印第安納州歷史上最大的減稅措施，並推動為教育計劃提供更多資金。他簽署禁止僅因胎兒的種族、性別或殘疾的動機進行墮胎的法案。他簽署允許個人或公司在法律訴訟中主張其行使宗教信仰作為辯護的《宗教自由恢復法》（RFRA），但遭到黨內溫和派成員、工商界和LGBT擁護者的強烈抵抗；由於外界對RFRA的強烈反對，彭斯修改了該法案以禁止基於性取向、性別認同和其他標準的歧視納入反歧視的條款，他強調這個法律不涉及歧視問題，其宗旨是給該州的宗教自由注入活力，並沒有給予任何人歧視他人或者拒絕提供服務的權利。

### 2017年－2021年：副总统
2016年7月，彭斯放弃连任印第安纳州州长，成为共和党总统候选人唐納·川普的竞选搭档；11月8日，與川普一同贏得2016年總統選舉。2017年1月20日，彭斯就任美国副总统。

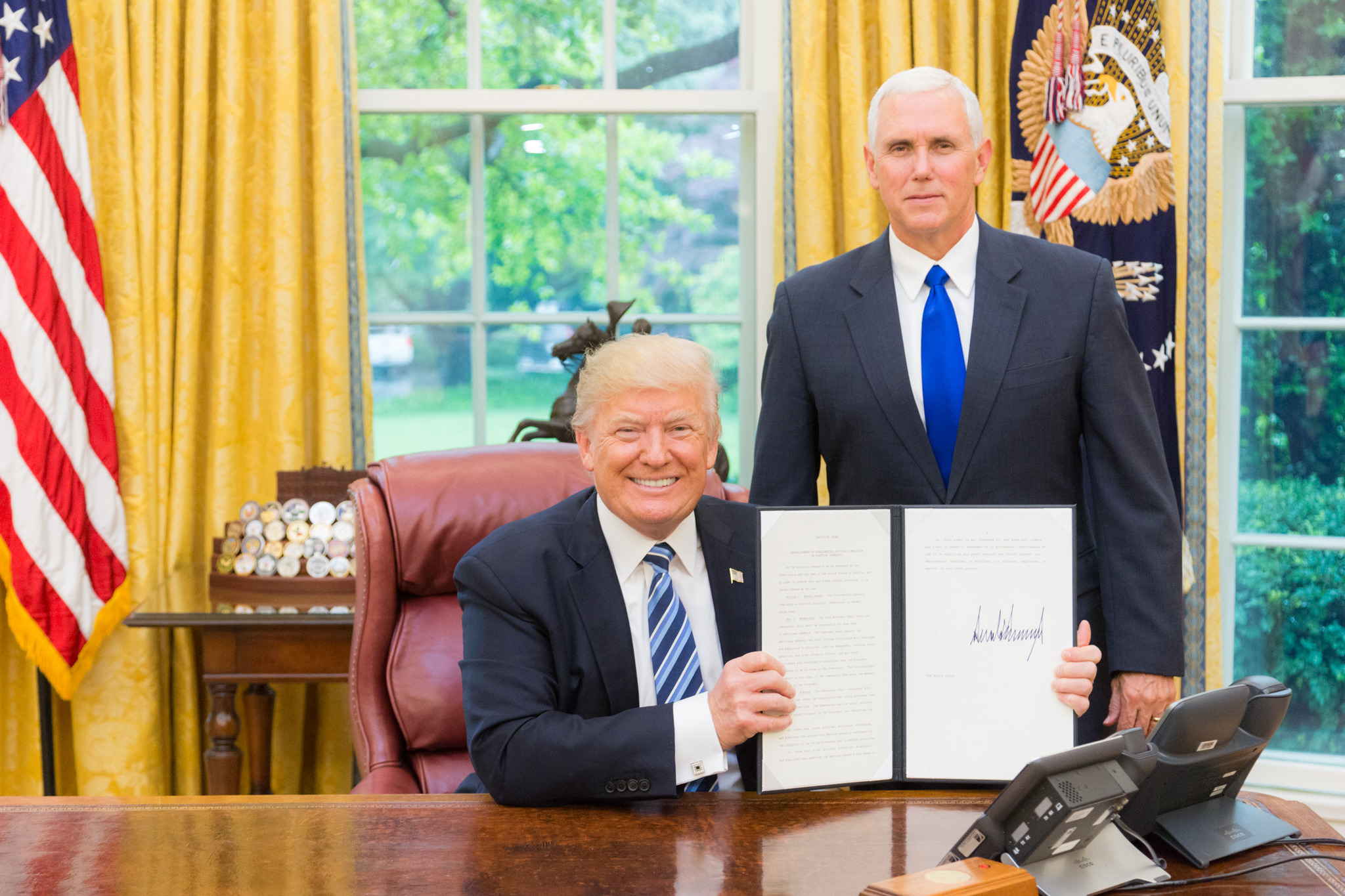
2017年5月11日，彭斯和总统唐納·川普

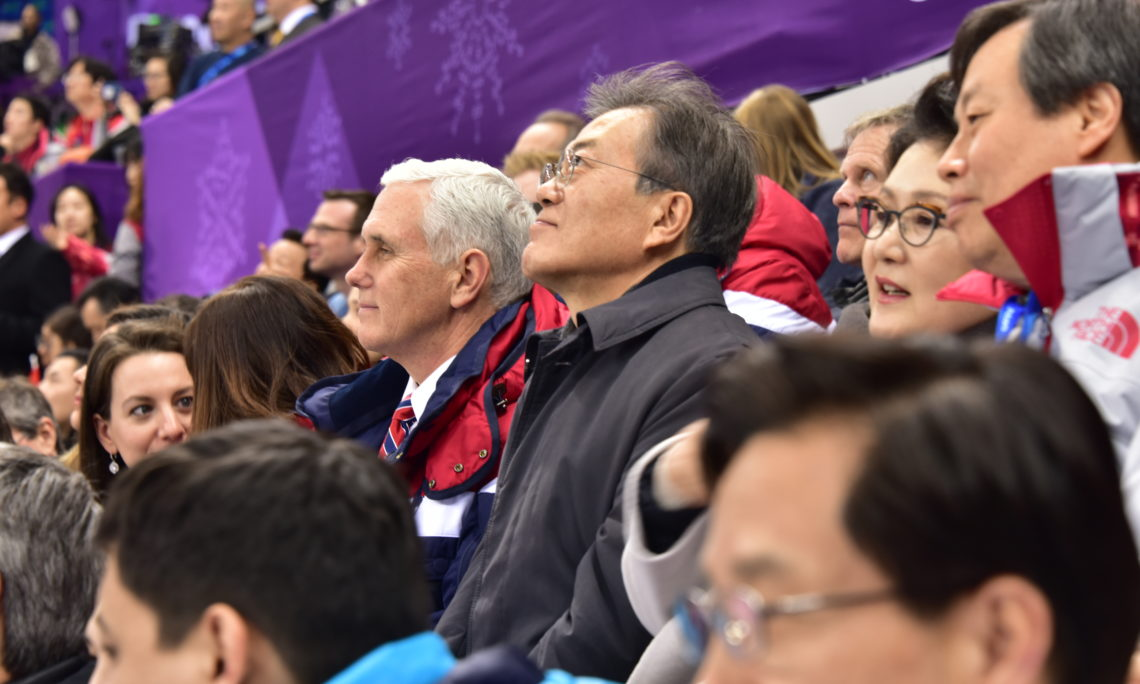
2018年2月10日，彭斯与韩国总统文在寅在2018年冬季奥林匹克运动会

2018年10月4日，美国副总统彭斯在美国华府智库哈德逊研究所发表演说，其中提到台灣的友邦被“中共”说服与其断交以及台灣航空公司被迫改名「中國台灣」等，批評中共的對外擴張，並稱讚台灣的民主政治，認為「台灣的民主政治是全世界華人社會的典範」，也稱讚台灣保留了大部分中華傳統文化。随后台灣政府对于彭斯的演说表示感谢。

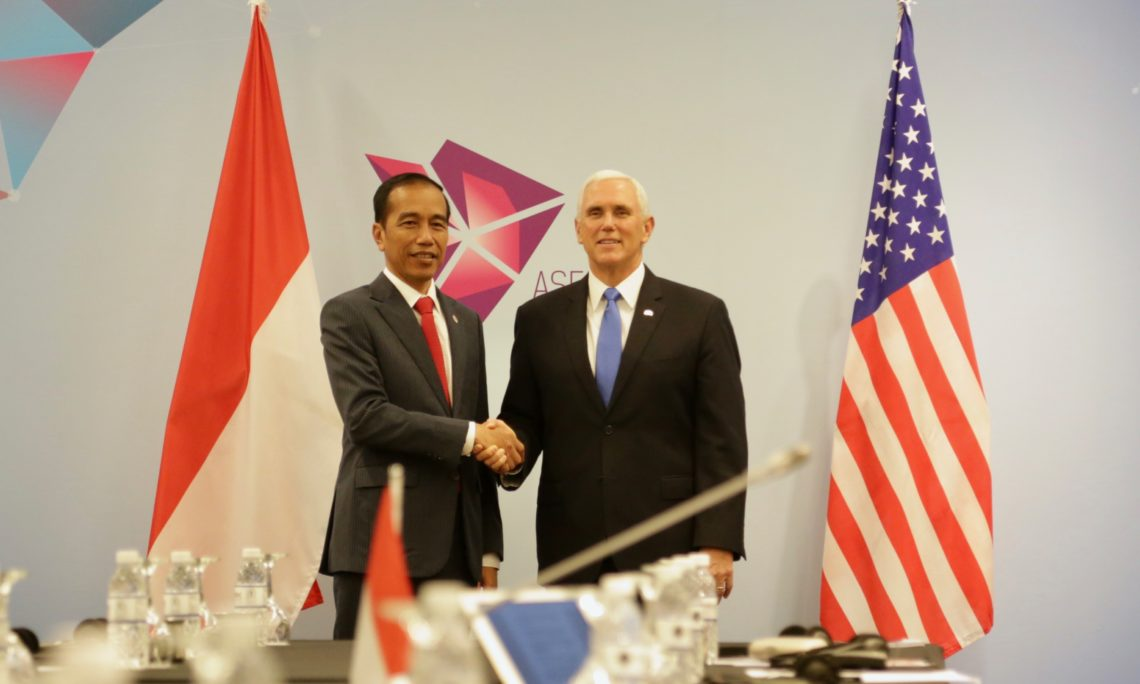
2018年11月14日，彭斯在新加坡会見印尼总统佐科·维多多

2019年1月13日，华盛顿路透社報導，美国副总统彭斯强调美国对一个中国政策的批评，並将向中國发出直言不諱的警告，即美国強烈反对中國在南海的「恐吓行为」；他亦指控中国希望美国换一位总统以及中國政府干涉美国的中期选举。1月16日，彭斯在美国国务院举办的驻外使节会议上聲稱「中国过去几年来经常无视国际法和国际规范，美国不会再对此视而不见」。10月24日，美國副總統彭斯在美國華府智庫威爾遜中心發表演說，表態關心新疆和西藏的人權問題、並支持台灣的民主政治和香港的反送中運動，也希望中國政府遵守對香港問題、台灣問題的有關承諾，並呼籲香港抗議者「保持和平」。
2019年10月24日，彭斯表示美国对华立场已发生重大转变，批評中国在中美貿易长期存在的巨大顺差，並就中美貿易戰、人權問題、台灣問題、對外擴張、不公平競爭等議題批評中國。
特朗普曾經試圖施压彭斯拒绝认证2020年总统选举结果。2021年国会山骚乱时彭斯正在国会参加认证选票，后在国会山避难。2021年1月7日凌晨，彭斯认证2020年美国总统选举结果。2021年1月20日，彭斯隨著任期屆滿卸任副總統。

### 2021年以後
2021年4月7日，彭斯成立政治倡議團體「推進美國自由」（Advancing American Freedom，AAF）。
2023年2月10日，美国联邦调查局在彭斯位于印第安纳州的住所传出发现机密文件后对其进行搜查，并发现了一份新的机密文件。
2023年6月5日，聯邦選舉委員會文件顯示，彭斯將競逐2024年美國總統選舉共和黨初選。6月7日，彭斯正式宣佈競逐黨內提名，後於10月28日宣布退選。

2025年1月17日，彭斯在台北市总统府會見中华民国总统賴清德

2025年1月，彭斯以個人身分展開訪問亞洲的行程，其行程包括新加坡、香港和台灣。

## 著作
- 《上帝如此帮我》2022，So Help Me God
- 《回家吃晚饭：关于信仰如何建立家庭和家庭如何创造生活的建议》2023，（Go Home for Dinner: Advice on How Faith Makes a Family and Family Makes a Life）
- 《为你好的计划：首相对上帝信实的见证》2024，（Plans For Your Good: A Prime Minister's Testimony of God's Faithfulness）

## 个人生活
彭斯於1985年與凱倫·彭斯結婚，凱倫·彭斯是彭斯的大學同學，他們在印第安纳大学麥肯尼法學院就读時认識。彭斯與妻子育有三個子女邁克爾·彭斯、夏洛特·彭斯和奧黛麗·彭斯；兒子邁克爾在美國海軍陸戰隊服役。其兄長、原為商人的格雷格·彭斯曾在2019年至2025年擔任眾議員。
彭斯是虔誠的基督新教福音派信徒以及堅定的創造論者，他曾在採訪中表示不相信進化論，並表示認為上帝創造了人類。

## 外部連結
- 邁克·彭斯的Instagram帳戶
- 美國副總統邁克·彭斯的Instagram帳戶
- 邁克·彭斯的Facebook專頁
- Governor Mike Pence （页面存档备份，存于） official government site
- Mike Pence for Governor （页面存档备份，存于）
- 中的“迈克·彭斯”
- C-SPAN內的頁面（英文）
- Profile （页面存档备份，存于） at Ballotpedia

Articles
- Collected news and commentary at The Indianapolis Star
- Candidate information （页面存档备份，存于） from Our Campaigns

Congress
- 美國國會國家人物傳記大辭典中的傳記
- 由華盛頓郵報維護的投票記錄
- Congressional profile at GovTrack
- Congressional profile at OpenCongress
- Financial information at OpenSecrets.org
- Staff salaries, trips and personal finance at LegiStorm.com
- 聯邦選舉委員會中的競選財務報告和數據
- Profile （页面存档备份，存于） at SourceWatch

| 官衔           | 官衔                      | 官衔          |
| -------------- | ------------------------- | ------------- |
| 前任： 喬·拜登 | 美國副總統 2017年－2021年 | 繼任： 賀錦麗 |